# Diego Lara (árbitro)
Diego Lara León (n. Quito, Ecuador; 25 de enero de 1979) es un árbitro de fútbol ecuatoriano. Fue árbitro internacional FIFA entre 2009 y 2016.

## Trayectoria
Diego Jefferson Lara es un árbitro ecuatoriano que ha dirigido varios partidos nacionales o internacionales, debutó en el año 2002 y fue internacional FIFA entre 2009 y 2016, así ha dirigido varios amistosos de selecciones como de la Copa Libertadores de América y la Copa Sudamericana, de igual manera ha dirigido varios partidos en el Campeonato Ecuatoriano de Fútbol.

## Internacional
En el plano internacional debutó el año 2011 en el Campeonato Sudamericano de Fútbol Sub-17 de 2011, fue convocado para la Copa Libertadores Sub-20 de 2012, la Copa Sudamericana 2012, 2013, 2014 y 2015 y la Copa Libertadores 2013 y 2014.

### Participaciones en Campeonatos Sudamericanos
| Campeonato Sudamericano de Fútbol Sub-17 de 2011 – Ecuador | Campeonato Sudamericano de Fútbol Sub-17 de 2011 – Ecuador | Campeonato Sudamericano de Fútbol Sub-17 de 2011 – Ecuador | Campeonato Sudamericano de Fútbol Sub-17 de 2011 – Ecuador | Campeonato Sudamericano de Fútbol Sub-17 de 2011 – Ecuador | Campeonato Sudamericano de Fútbol Sub-17 de 2011 – Ecuador | Campeonato Sudamericano de Fútbol Sub-17 de 2011 – Ecuador | Campeonato Sudamericano de Fútbol Sub-17 de 2011 – Ecuador |
| Fecha                                                      | Partido                                                    | Sede                                                       | Fase                                                       | Amonestado                                                 | Otorgado · Otorgado otra vez · Expulsado                   | Expulsado                                                  | Anotado · Penal                                            |
| ---------------------------------------------------------- | ---------------------------------------------------------- | ---------------------------------------------------------- | ---------------------------------------------------------- | ---------------------------------------------------------- | ---------------------------------------------------------- | ---------------------------------------------------------- | ---------------------------------------------------------- |
| 13 de marzo de 2011                                        | Brasil 4 – 3 Venezuela                                     | Ibarra                                                     | Fase de grupos                                             | 2                                                          | 0                                                          | 1                                                          | 0                                                          |
| 19 de marzo de 2011                                        | Brasil 1 – 2 Paraguay                                      | Ibarra                                                     | Fase de grupos                                             | 7                                                          | 0                                                          | 1                                                          | 0                                                          |
| 31 de marzo de 2011                                        | Argentina 1 – 1 Uruguay                                    | Quito                                                      | Fase final                                                 | 0                                                          | 0                                                          | 0                                                          | 0                                                          |
| 9 de abril de 2011                                         | Paraguay 1 – 2 Colombia                                    | Quito                                                      | Fase final                                                 | 4                                                          | 0                                                          | 0                                                          | 0                                                          |

### Participaciones en Copa Libertadores Sub-20
| Copa Libertadores Sub-20 de 2012 – Perú | Copa Libertadores Sub-20 de 2012 – Perú | Copa Libertadores Sub-20 de 2012 – Perú | Copa Libertadores Sub-20 de 2012 – Perú | Copa Libertadores Sub-20 de 2012 – Perú | Copa Libertadores Sub-20 de 2012 – Perú  | Copa Libertadores Sub-20 de 2012 – Perú | Copa Libertadores Sub-20 de 2012 – Perú |
| Fecha                                   | Partido                                 | Sede                                    | Fase                                    | Amonestado                              | Otorgado · Otorgado otra vez · Expulsado | Expulsado                               | Anotado · Penal                         |
| --------------------------------------- | --------------------------------------- | --------------------------------------- | --------------------------------------- | --------------------------------------- | ---------------------------------------- | --------------------------------------- | --------------------------------------- |
| 18 de junio de 2012                     | Real Esppor Club 0 – 3 América          | Lima                                    | Fase de grupos                          | 0                                       | 0                                        | 0                                       | 0                                       |
| 23 de junio de 2012                     | América Mineiro 2 – 1 Sporting Cristal  | Lima                                    | Fase de grupos                          | 0                                       | 0                                        | 0                                       | 0                                       |
| 28 de junio de 2012                     | Corinthians 0 – 2 River Plate           | Lima                                    | Semifinales                             | 0                                       | 0                                        | 0                                       | 0                                       |

### Participaciones en amistosos
| Amistosos             | Amistosos                    | Amistosos | Amistosos  | Amistosos                                | Amistosos | Amistosos       | Amistosos |
| Fecha                 | Partido                      | Sede      | Amonestado | Otorgado · Otorgado otra vez · Expulsado | Expulsado | Anotado · Penal |           |
| --------------------- | ---------------------------- | --------- | ---------- | ---------------------------------------- | --------- | --------------- | --------- |
| 25 de junio de 2011   | Colombia 2 – 0 Senegal       | Medellín  | 5          | 1                                        | 0         | 0               |           |
| 26 de marzo de 2013   | Perú 3 – 0 Trinidad y Tobago | Lima      | 1          | 0                                        | 0         | 0               |           |
| 22 de mayo de 2013    | Venezuela 2 – 1 El Salvador  | Mérida    | 4          | 0                                        | 0         | 2               |           |
| 14 de octubre de 2014 | Perú 3 – 0 Guatemala         | Lima      | 0          | 0                                        | 0         | 0               |           |

## Estadísticas
| Competición                                                                | Organizador | Años            | PD  | Amonestado | Prom. | Expulsado | Prom. |
| -------------------------------------------------------------------------- | ----------- | --------------- | --- | ---------- | ----- | --------- | ----- |
| Serie A de Ecuador                                                         | FEF–LigaPro | 2009–           | 249 | 1294       | 5,2   | 118       | 0,47  |
| Serie B de Ecuador                                                         | FEF–LigaPro | 2019–           | 8   | 46         | 5,75  | 3         | 0,37  |
| Copa Ecuador                                                               | FEF         | 2019–           | 2   | 0          | 0     | 0         | 0     |
| Supercopa de Ecuador                                                       | FEF         |                 | 0   | 0          | 0     | 0         | 0     |
| Copa Conmebol Libertadores                                                 | Conmebol    | 2013–2014       | 3   | 11         | 3,67  | 3         | 1     |
| Copa Conmebol Sudamericana                                                 | Conmebol    | 2012–2015       | 6   | 27         | 4,5   | 2         | 0,33  |
| Copa Conmebol Libertadores Sub-20                                          | Conmebol    | 2012            | 3   | 0          | 0     | 0         | 0     |
| Sudamericano Sub-17                                                        | Conmebol    | 2011            | 4   | 13         | 3,25  | 2         | 0,5   |
| Amistosos                                                                  | FIFA        | 2011, 2013–2014 | 4   | 10         | 2,5   | 1         | 0,25  |
| Total                                                                      | Total       | 2009–           | 279 | 1401       | 5,02  | 129       | 0,46  |
| Datos actualizados al último partido arbitrado el 31 de diciembre de 2023. |             |                 |     |            |       |           |       |